# Lois Fisher-Dietzel
Lois Fisher-Dietzel, voorheen Lois Fisher-Ruge (Hartford, 1940) is een Amerikaanse beleidsmaker, journaliste en schrijfster.
Fisher-Dietzel studeerde aan het Vassar College, een van de zogenaamde "Seven Sisters". Ze werkte onder andere voor het Vredeskorps en maakte deel uit van de staf van Lyndon B. Johnson. Hierna was zij verslaggeefster in Peking en in Moskou. Fisher schreef enkele boeken over haar verblijf in de communistische landen.